# Helena de Mecklenburg-Schwerin
Helena de Mecklenburg-Schwerin, princesa d'Orleans (Ludwigslust 1814 - Richmond al comtat de Surrey 1858). Duquessa de Mecklenburg-Schwerin amb el tractament d'altesa que esdevingué esposa del príncep hereu de França durant el regnat de Lluís Felip I de França.

## Orígens familiars
Nada a la ciutat de Ludwigslust, capital intermitent del Gran Ducat de Mecklenburg-Schwerin el dia 24 de gener de 1814, sent filla del gran duc hereu Frederic Lluís de Mecklenburg-Schwerin i de la princesa Carolina de Saxònia-Weimar-Eisenach. Helena era neta per via paterna del gran duc Frederic Francesc I de Mecklenburg-Schwerin i de la princesa Lluïsa de Saxònia-Gotha i per línia materna ho era del gran duc Carles August de Saxònia-Weimar-Eisenach i de la princesa Lluïsa de Hessen-Darmstadt.

## Núpcies i descendents
Helena contragué matrimoni a Fontainebleau el dia 30 de maig de 1837, a l'edat de 23 anys, amb el príncep Ferran Felip d'Orleans, fill del rei Lluís Felip I de França i de la princesa Maria Amèlia de Borbó-Dues Sicílies. Ferran Felip exercia el títol de duc d'Orleans i era el príncep hereu de la Casa orleanista.
La parella tingué dos fills:
- SAR el príncep Felip d'Orleans, nat a París el 1838 i mort el 1894 a Stowe House (Anglaterra). Es casà amb la princesa Maria Isabel d'Orleans.

- SAR el príncep Robert d'Orleans, nat a París el 1840 i mort el 1911 al Castell de Saint Firmin. Es casà amb la princesa Francesca d'Orleans.

La unió entre Helena i Ferran Felip fou fruit de l'amor, a diferència de la majoria d'unions entre membres de la reialesa d'aquell moment a Europa. A la mort del seu espòs, l'any 1842, Helena feu construint un imponent mausoleu a la Catedral de Dreux.
L'any 1848 hagué de partir a l'exili amb tota la Família Reial dels Orleans en direcció Anglaterra.
La princesa Helena morí l'any 1858 a l'exili anglès de Richmond a l'edat de 44 anys. Des de l'any 1842, cinc anys després del seu casament, havia quedat viuda del duc d'Orleans. La religió protestant de la duquessa Helena impedí que a la seva mort pogués ser enterrada junt amb el seu espòs, catòlic. Per pal·liar-ho es va construir un mausoleu al costat del del duc d'Orleans i s'hi obrí una finestra entre els dos.